# Пожитков, Николай Фёдорович
Николай Фёдорович Пожитков (род. 30 сентября 1947, Новоспасское, Чкаловская область) — российский политический деятель. Член Совета Федерации Федерального Собрания Российской Федерации от Оренбургской области.

## Биография
С 1990 по 1997 год — заместитель министра связи РФ. С 1997 по 1999 год — заместитель председателя Госкомсвязи России. С 1999 по 2000 год — заместитель председателя Гостелекома России. С 2000 по 2003 год — статс-секретарь — заместитель министра РФ по связи и информатизации.
Награждён орденами «Знак Почёта», Почёта, Трудового Красного Знамени, медалями «За строительство Байкало-Амурской магистрали», «В память 850-летия Москвы». Присвоено почётное звание «Заслуженный строитель Российской Федерации». Лауреат премии Правительства Российской Федерации в области науки и техники. Имеет Почётную грамоту Президента РФ. Награждён Почётной грамотой СФ ФС РФ.

### Брат
Есть брат-близнец Анатолий Фёдорович Пожитков, неоднократно избиравшийся муниципальным депутатом московского района Ростокино.

### Совет Федерации
Впервые полномочия сенатора были признаны 30 декабря 2003 года, подтверждены 26 апреля 2006 года, ещё раз подтверждены 11 мая 2011 г., прекращены полномочия 28 сентября 2016 года.